# Desa Loji (administrativ by i Indonesien, lat -7,05, long 106,58)
Desa Loji är en administrativ by i Indonesien.   Den ligger i provinsen Jawa Barat, i den västra delen av landet, 100 km söder om huvudstaden Jakarta.